# John Derbyshire
John Derbyshire (n. 29 noiembrie 1878, Manchester, Regatul Unit al Marii Britanii și Irlandei – d. 25 noiembrie 1938, Metropolitan Borough of St Pancras⁠(d), Anglia, Regatul Unit) a fost un înotător ce a reprezentat Regatul Unit al Marii Britanii și al Irlandei de Nord, medaliat olimpic. A participat la 3 ediții ale Jocurilor Olimpice (1906, 1908, 1912) în care a câștigat două medalii de aur și o medalie de bronz.